# Dogman and friends
Dogman and friends är en butikskedja specialiserad på husdjursprodukter och ägs av Dogman Group. Kedjan har över 50 butiker i Sverige, Norge, Finland och Spanien, och erbjuder ett sortiment av djurfoder, leksaker och tillbehör för husdjur. I butikerna erbjuds även tjänster som kloklippning, trimning och spa samt aktivitetsområden för husdjur.

## Historia
Dogman grundades 1965 av Hans Jerenäs i en källarlokal i Lund, Sverige. Företaget växte och flyttade senare till Staffanstorp innan det återvände till Lund. År 2004 etablerades Dogman AS i Norge och 2006 sålde grundaren företaget till BrA Invest AB, ett familjeägt företag av bröderna Stefan, Kenneth och Christer Andersson. Samma år grundades även Dogman ApS i Danmark.
År 2010 flyttade Dogman till ett nybyggt kontor och lager på 8000 kvm i Åstorp, vilket utökades till 12 000 kvm år 2012 för att hantera företagets växande sortiment. Samma år etablerades Dogman Oy i Finland. År 2011 köpte Dogman företaget Jacson of Scandinavia, en ledande grossist inom ridsport, vilket utökade sortimentet till att omfatta produkter för häst och ryttare.
År 2024 lämnade Lars Holtskog rollen som VD för Dogman, och Anton Andersson tog över som ny VD för företaget.